# 野間涼太
野間涼太（1991年11月15日—），日本足球運動員，司職中場或前鋒，現效力塔吉克超級足球聯賽球會伊提洛爾。